# Алиназаров, Садык
Сады́к Алиназа́ров (узб. Содиқ Алиназаров; 1914, Пишпек, Семиреченская область — 7 марта 1969, Фрунзе) — участник Великой Отечественной войны, пулемётчик 4-й стрелковой роты 1031-го стрелкового полка (280-й стрелковой дивизии, 77-го стрелкового корпуса, 60-й армии, Центрального фронта). Герой Советского Союза (17.10.1943), красноармеец.

## Биография
Родился в 1914 году в семье рабочего. По национальности узбек. Получил начальное образование.
Рано лишившись родителей, Садык начал работать на мясокомбинате. В 1942 году был призван в ряды Красной армии. На фронтах Великой Отечественной войны с августа 1943 года.
Особо отличился красноармеец Садык Алиназаров при форсировании реки Днепр. Так, в ночь с 24 на 25 сентября 1943 года он одним из первых переправился через реку юго-западнее села Окуниново (Козелецкий район Черниговской области) и пулемётным огнём обеспечивал высадку на плацдарм подразделений полка. В последующие двое суток отважный пулемётчик принимал участие в боях по удержанию плацдарма, отразив 12 контратак вражеской пехоты при поддержке танков. При отражении одной из контратак Алиназаров перешёл на правый фланг и пулемётным огнём сдерживал натиск пехоты противника. Когда кончились боеприпасы, он, не растерявшись, перебрался на позицию атакующих гитлеровцев, где взял пулемёт, коробки с патронами и, вернувшись, продолжил бой. В этом бою уничтожил до взвода живой силы противника. Если бы ни позиция, так удачно выбранная С. Алиназаровым, отряд не дожил бы до утра. Два дня отбивались от фашистов десантники, 42 часа пулеметчик Садык не отходил от своего оружия, уничтожив свыше 20 гитлеровских солдат и офицеров. Они отбили Днепр.
Указом Президиума Верховного Совета СССР от 17 октября 1943 года
за успешное форсирование реки Днепр севернее Киева, прочное закрепление плацдарма на западном берегу реки Днепр и проявленные при этом отвагу и геройство

 красноармейцу Алиназарову Садыку присвоено звание Героя Советского Союза с вручением ордена Ленина и медали «Золотая Звезда».
После войны С. Алиназаров демобилизовался и вернулся на родину. Жил и работал в городе Фрунзе (ныне Бишкек). Умер 7 марта 1969 года.

## Награды
- Медаль «Золотая Звезда» Героя Советского Союза (№ 5274) (17.10.1943)[1]
- Орден Ленина (17.10.1943)
- Медали, в том числе:
  - Медаль «За победу над Германией в Великой Отечественной войне 1941—1945 гг.»
  - Юбилейная медаль «Двадцать лет Победы в Великой Отечественной войне 1941—1945 гг.»